# 타키스 (조각가)

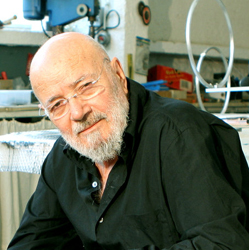
2014년

타키스(Takis, 1925년 10월 29일 ~ 2019년 8월 9일, Τάκις)는 그리스 출신의 프랑스 조각가이다.
아테네에서 출생하였고 프랑스로 귀화하였다. 키네틱 아트의 조각가로 파리로 가서 자코메티, 세자르 등과 교제하면서 키네틱 아트에 관심을 갖기 시작하였다.
1954년 빛이 점멸하는 시그널 조각을 만들었으며, 1958년 전자기구를 응용한 작품을 만들었는데 철선이나 구(球)가 이상한 움직임을 만드는가 하면 철가루가 자력의 회전에 따라 여러 가지 패턴을 만든다. 그는 '조각의 비밀은 개인의 천분이 아닌 자연의 힘 안에 감추어져 있다'라는 조각관을 갖고 있다.